# Sequestro probatorio
Il sequestro probatorio è uno dei mezzi di ricerca della prova previsto dal diritto processuale penale, disciplinato dall'art. 253-segg. del Codice di procedura penale italiano. 
Gli organi competenti sono la polizia giudiziaria e il PM. Il decreto è motivato dell'autorità giudiziaria. Tra le motivazioni che possono portare a un sequestro probatorio vi è l'acquisizione del corpo del reato o di cose pertinenti.

## Utilizzo

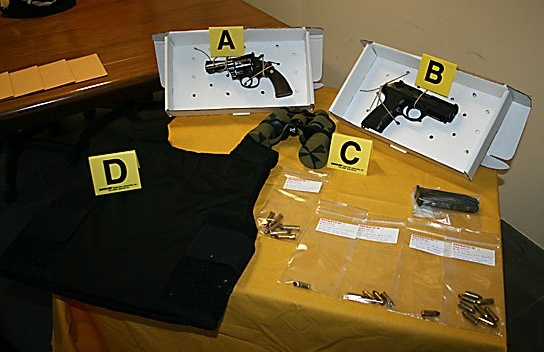
Oggetti sequestrati dai Carabinieri dopo un arresto.

Il vigente codice di procedura penale annovera tra i mezzi di ricerca della prova, ovverosia tra gli strumenti appannaggio del Pubblico Ministero e della Polizia Giudiziaria finalizzati alla ricerca degli elementi di prova, il sequestro probatorio. 
Esso è strettamente collegato alla perquisizione essendone spesso una diretta conseguenza.

## Presupposti
L'autorità giudiziaria competente dispone con decreto motivato il sequestro del corpo del reato e delle cose a esso pertinenti necessarie per l'accertamento dei fatti (art. 253 c.p.p.). Laddove non sia possibile l'intervento tempestivo dell'Autorità giudiziaria è consentito agli ufficiali di Polizia giudiziaria (nonché, in casi di particolare necessità ed urgenza, agli agenti di PG, ex art. 113 disp. att. c.p.p.) sequestrare i medesimi beni prima che essi si disperdano nelle more dell'intervento del Pubblico Ministero (art. 354 c.p.p.).
Fondamentale è il Decreto motivato a pena di nullità, che deve indicare, le cose sequestrate, il nesso tra cose sequestrate e il reato, lo scopo probatorio che vuole essere raggiunto con il sequestro. Copia del decreto motivato è rilasciata alla persona interessata. 
Se il sequestro è effettuato a seguito di perquisizione non necessita di decreto motivato ma basta indicare il decreto che dispone la perquisizione ai fini della validità del sequestro stesso. Nel caso in cui la perquisizione si dichiari invalida, le cose sequestrate saranno utilizzabili comunque come mezzo di prova sempre se aventi un nesso con il reato. Fanno sempre eccezione i sequestri effettuati durante le perquisizioni vietate che rendono inutilizzabili le cose sequestrate es. I documenti oggetto della difesa in luogo di perquisizione nello studio del difensore.

## Oggetto
Il sequestro riguarda, come detto il corpo del reato e le cose a esso pertinenti; in particolare il codice disciplina il sequestro di: corrispondenza, titoli, valori, e somme in conti correnti.
I beni sequestrati sono custoditi in cancelleria del Giudice ovvero in segreteria del P.M.; laddove ciò non fosse possibile od opportuno l'A.G. provvede a indicare altro luogo adatto, nominando all'uopo un custode e avvertendolo dei suoi doveri e delle responsabilità penali cui va incontro in caso di violazione. 

## Riesame
Contro il decreto di sequestro, infatti, tanto l'imputato quanto la persona cui le cose sono state sequestrate, nonché colei che avrebbe diritto alla restituzione di esse, possono proporre richiesta di riesame, secondo le forme previste per le misure cautelari reali. Richiesta, questa, che non sospende l'esecuzione del provvedimento.

## Cessazione
Il sequestro cessa, ovvero deve cessare, laddove vengano meno le esigenze che lo hanno determinato; solitamente all'esito delle indagini preliminari. Nulla toglie infatti che a esso, sui medesimi beni, possano subentrare i sequestri previsti dalle misure cautelari reali.